# Tour de Bohême de l'Est 2017
Le Tour de Bohême de l'Est est une course 2.2 du calendrier UCI Europe Tour 2017 qui se déroule sur 2 étapes.

## Classements finals

### Classement général
| \| Classement général \| Classement général \| Classement général \| Classement général \| Classement général \| \| Coureur \| Coureur \| Pays \| Équipe \| Temps \| \| ------------------ \| --------------------- \| ------------------ \| --------------------- \| ------------------ \| \| 1er \| Kamil Zieliński \| Pologne \| Domin Sport \| 8 h 23 min 23 s \| \| 2e \| Krister Hagen \| Norvège \| Team Coop \| + 4 s \| \| 3e \| Sylwester Janiszewski \| Pologne \| Wibatech 7R Fuji \| + 11 s \| \| 4e \| Trond Trondsen \| Norvège \| Sparebanken Sør \| + 13 s \| \| 5e \| Paweł Cieślik \| Pologne \| Elkov-Author \| + 13 s \| \| 6e \| Michał Podlaski \| Pologne \| Voster Uniwheels Team \| + 14 s \| \| 7e \| Øivind Lukkedal \| Norvège \| Team Coop \| + 16 s \| \| 8e \| Kim Magnusson \| Suède \| Tre Berg-PostNord \| + 16 s \| \| 9e \| Alexander Wetterhall \| Suède \| Tre Berg-PostNord \| + 16 s \| \| 10e \| Jiří Polnický \| Tchéquie \| Elkov-Author \| + 16 s \| |                       |          |                       |                 |
| |                       |          |                       |                 |
| Source : ProCyclingStats |                       |          |                       |                 |
| Classement général |                       |          |                       |                 |
| Coureur | Coureur               | Pays     | Équipe                | Temps           |
| 1er | Kamil Zieliński       | Pologne  | Domin Sport           | 8 h 23 min 23 s |
| 2e | Krister Hagen         | Norvège  | Team Coop             | + 4 s           |
| 3e | Sylwester Janiszewski | Pologne  | Wibatech 7R Fuji      | + 11 s          |
| 4e | Trond Trondsen        | Norvège  | Sparebanken Sør       | + 13 s          |
| 5e | Paweł Cieślik         | Pologne  | Elkov-Author          | + 13 s          |
| 6e | Michał Podlaski       | Pologne  | Voster Uniwheels Team | + 14 s          |
| 7e | Øivind Lukkedal       | Norvège  | Team Coop             | + 16 s          |
| 8e | Kim Magnusson         | Suède    | Tre Berg-PostNord     | + 16 s          |
| 9e | Alexander Wetterhall  | Suède    | Tre Berg-PostNord     | + 16 s          |
| 10e | Jiří Polnický         | Tchéquie | Elkov-Author          | + 16 s          |

## UCI Europe Tour
Le Tour de Bohême de l'Est attribue des points pour le classement de l'UCI Europe Tour.

### Étape
| Position | Leader | 1er | 2e | 3e |
| -------- | ------ | --- | -- | -- |
| PTS UCI  | 1      | 7   | 3  | 1  |

### Général
| Position | 1er | 2e | 3e | 4e | 5e | 6e | 7e | 8e | 9e | 10e |
| -------- | --- | -- | -- | -- | -- | -- | -- | -- | -- | --- |
| PTS UCI  | 40  | 30 | 25 | 20 | 15 | 10 | 5  | 3  | 3  | 3   |